# Шартр-де-Бретань
Шартр-де-Бретань (фр. Chartres-de-Bretagne) — коммуна на северо-западе Франции, находится в регионе Бретань, департамент Иль и Вилен, округ Ренн, кантон Брюз. Расположена в 5 км к югу от Ренна. 
Население (2018) — 8 023 человека. 

## Достопримечательности
- Шато Фонтене XII века
- Церковь Святого Мартина конца XIX века
- Часовня Нотр-Дам XIX века

## Экономика
На территории коммуны Шартр-де-Братань с 1960 года работает предприятие компании Citroën (с 1976 года — группы PSA).
Структура занятости населения:
- сельское хозяйство — 0,4 %
- промышленность — 43,9 %
- строительство — 2,0 %
- торговля, транспорт и сфера услуг — 37,6 %
- государственные и муниципальные службы — 16,1 %

Уровень безработицы (2018) — 11,5 % (Франция в целом —  13,4 %, департамент Иль и Вилен — 10,4 %). 

Среднегодовой доход на 1 человека, евро (2018) — 22 940 (Франция в целом — 21 730, департамент Иль и Вилен — 22 230).

## Демография
Динамика численности населения, чел.

## Администрация
Пост мэра Шартр-де-Бретань с 1995 года занимает Филипп Боннен (Philippe Bonnin). На муниципальных выборах 2020 года возглавляемый им левый список был единственным.
| Период | Период | Фамилия       | Партия                               | Примечания                                                                         |
| ------ | ------ | ------------- | ------------------------------------ | ---------------------------------------------------------------------------------- |
| 1956   | 1995   | Антуан Шатель | Правый центр                         | учитель                                                                            |
| 1995   |        | Филипп Боннен | Социалистическая партия Разные левые | инженер, вице-президент Генерального совета департамента, член Совета департамента |

## Города-побратимы
- Хасмерсхайм, Германия
- Ньюкасл-Уэст, Ирландия
- Мопти, Мали
- Львувек, Польша
- Кэлэрачи, Румыния